# Kardos Lajos
Kardos Lajos (született Kohn) (Rákospalota, 1899. december 14. – London, 1985. július 12.) magyar pszichológus, egyetemi tanár, a Magyar Tudományos Akadémia levelező tagja. Az érzékelés megismerésének a területén (konstancia jelenség) kiemelkedő tudományos eredményeket ért el.

## Életpályája
Kohn Illés gépész és Blau Janka gyermekeként született izraelita családban. Felsőfokú tanulmányait Bécsben végezte, ahol Karl Bühler tanítványa volt. Orvosi oklevelet szerzett 1925-ben, bölcsész oklevelet 1929-ben. Rockefeller ösztöndíjasként öt évet töltött az Amerikai Egyesült Államokban. 1938-ban Budapesten házasságot kötött Schaár Miksa és Helczfelder Janka lányával, Ágnes fényképésszel. Magyarországon 1947-ig nem kapott pszichológusi állást. 1947 és 1971 között az ELTE Lélektani Tanszék tanszékvezető egyetemi tanára.
Az 1950-es években az általa vezetett pszichológiai tanszék volt a tudományos pszichológia folytonosságának egyetlen képviselője a magyarországi felsőoktatásban. A Farkasréti temetőben helyezték örök nyugalomra.

## Emlékezete
- A Magyar Tudományos Akadémia Filozófiai és Történettudományok Osztálya 1999. december 16-án Kardos Lajos születésének századik évfordulója alkalmából jubileumi osztályülést rendezett az MTA Székház Felolvasó termében. A megemlékező előadást Pléh Csaba tartotta.
- 2002-ben az MTA Pszichológiai Kutatóintézet fennállásának 100. évfordulója alkalmából megalapították a Kardos Lajos-emlékérem kitüntetést.
- A SZTE Pszichológiai Intézet Megismeréstudományi Laboratóriumát róla nevezték el 2008-ban.

## Főbb munkái

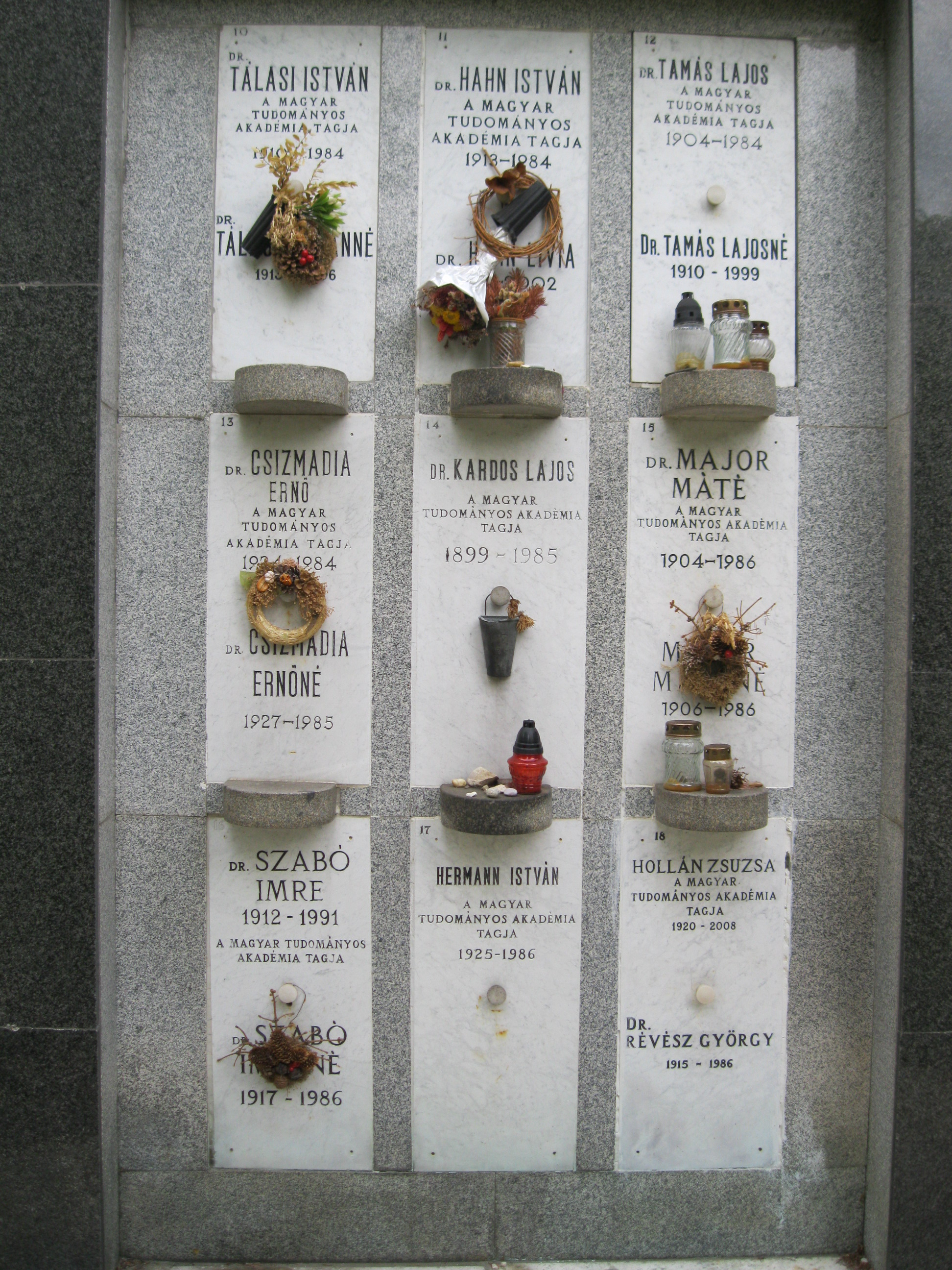
Urnafülkéje a Farkasréti temetőben

- Ding und Schatten. Lipcse, 1934. (Magyarul: Tárgy és árnyék : tanulmányok a színlátás pszichológiai kutatása köréből. Budapest : Akadémiai Kiadó, 1984. 253 p. ; ISBN 963-05-3130-5)
- Lélektan. Budapest, Tankönyvkiadó, 1953. 180 p.
- A lélektan alapproblémái és a pavlovi kutatások. Budapest, Akadémiai Könyvkiadó, 1957. 320 p.
- Általános pszichológia. Budapest :Tankönyvkiadó, 1964. 282 p.
- A neuropszichikus információ eredete. Budapest : Akadémiai Kiadó, 1976. 298 p. ISBN 963-05-0849-4 (Angol nyelven lásd The origin of neuropsychological information. Transl. by Alfred Falvay. Budapest : Akadémiai Kiadó, 1984.221 p. ISBN 963-05-3249-2)
- Az érzékeléstől a cselekvésig : Előadások az általános lélektan köréből. Budapest : Tankönyvkiadó, 1978. 144 p. (Pszichológia nevelőknek, 0324-3273) ISBN 963-17-3258-4
- Az állati emlékezet. Budapest : Akadémiai Kiadó, 1988. 246 p. ISBN 963-05-4723-6

## Társasági tagság
- Magyar Pszichológiai Társaság

## Díjak, elismerések
- A Padovai Egyetem dísztoktora (1968)
- MTA l. tag (1985)